# 伊戈尔·舒宾
伊戈尔·尼古拉耶维奇·舒宾（羅馬化：Igor Nikolaevich Shubin；1955年12月20日—）俄罗斯政治人物，前彼尔姆市长，第七届和第八届国家杜马代表。
1974年至1977年，舒宾在苏联海军服役。1983年至1992年，他在捷尔任斯基城区区执行委员会工作。1990年，他担任彼尔姆市人民代表会议代表。1992年至1994年，他领导捷尔任斯基城区的行政管理工作。1994年至2001年，舒宾担任彼尔姆边疆区副行政长官。2001年至2005年，他任第三届彼尔姆州立法会议代表。2005年，他卸任立法议员并出任彼尔姆市市长。2011年至2012年，他担任第二届彼尔姆边疆区立法议会代表。2010年至2016年，他担任联邦委员会议员。2016年当选第七届国家杜马代表。2021年9月起担任第八届国家杜马代表。
2018年5月22日，彼尔姆市杜马讨论了是否授予舒宾荣誉公民称号。然而，24名代表中的大多数人要么投了反对票，要么投了弃权票。

## 制裁
舒宾于2022年因俄乌战争而受到英国政府制裁。